# Bob Dylan (альбом)
| Оценки критиков                   | Оценки критиков |
| Источник                          | Оценка          |
| --------------------------------- | --------------- |
| AllMusic                          | [ 2 ]           |
| The Encyclopedia of Popular Music | [ 3 ]           |
| Entertainment Weekly              | B               |
| MusicHound                        | [ 5 ]           |
| The Rolling Stone Album Guide     | [ 6 ]           |
| Tom Hull                          | B+              |

Bob Dylan — дебютный альбом американского автора-исполнителя Боба Дилана. На момент выхода пластинки в марте 1962 года Дилану было 20 лет. В альбоме всего две песни написаны самим Диланом, остальные представляют собой фолк-музыкальные стандарты. Альбом был спродюсирован Джоном Хэммондом, который заключил контракт с Диланом со стороны лейбла.

## Запись альбома
Дилан встретил Джона Хэммонда на записи альбома Каролин Хестер 14 сентября 1961 года в квартире Каролин. Хестер пригласила Дилана чтобы записать партию губной гармоники, на что Хэммонд согласился после прослушивания и рекомендаций сына и известного ирландского фолк-исполнителя Лайама Клэнси.
Впоследствии Хэммонд признался, что прямо на месте решил подписать контракт с Диланом и сразу пригласил его на официальную запись в офис Columbia Records. Эта запись не была найдена в архивах компании, но и Хэммонд, и Дилан, и директор Columbia Records подтвердили, что она имела место.
26 сентября Дилан принял участие в двухнедельном фолк-фестивале в Нью-Йорке Gerde’s Folk City, выступив вторым по счету, после группы The Greenbriar Boys. 29 сентября, в New York Times, появилась положительная рецензия на его выступление. В этот же день, Дилан записывал партию гармоники для Хестер в Манхэттенской студии Columbia Records. После записи Хеммонд пригласил Дилана к себе офис и предложил стандартный пятилетний контракт для ранее не записывавшихся исполнителей, который Дилан без раздумий подписал.
Первые записи в студии были назначены на конец ноября, и Дилан сразу же приступил к поиску нового материала, несмотря на то, что у него в репертуаре уже было несколько песен. Подруга Дилана Карла Ротоло говорила: «Он день и ночь слушал мои пластинки, в основном известный фолк-сборник „The Anthology of American Folk Music“, песни Эвана Макколла и А. Л. Ллойда, изучал игру на гитаре Рэббита Брауна, и, конечно же, Вуди Гатри. Мы все были в ожидании, какие же песни Боб выберет для записи. Я хорошо помню, как обсуждала это с ним.»
Альбом был записан за три коротких рабочих дня в студии с 20 по 22 ноября. Хэммонд впоследствии пошутил, что «Columbia» потратила 402 доллара на его запись. Несмотря на небольшую стоимость и скорость записи, Хэммонд был недоволен дисциплиной Дилана, который постоянно намеренно искажал некоторые буквы, пел мимо микрофона и отказывался исправлять ошибки.
На обложке альбома изображено фото Дилана в зеркальном отражении, до сих пор неизвестно, зачем это было сделано.

## Песни
Перед тем, как начать записывать альбом, Дилан прослушал огромное количество фолк музыки. Он посещал клубы и рестораны Нью-Йорка, где выступали его современники, многие из которых были его близкими друзьями, которые после концертов приглашали его к себе домой и играли ему свои новые песни. Также Дилан прослушал большое количество фолк, блюз и кантри записей, некоторые из которых были настоящей редкостью в то время. В документальном фильме No Direction Home Дилан утверждает, что ему было достаточно один-два раза услышать песню, чтобы её выучить.
В окончательной версии альбома только две композиции написаны непосредственно Диланом, остальные одиннадцать песен принадлежат другим авторам, некоторые из них входили в репертуар выступлений Дилана в клубах. В 2000 году, в интервью, Дилан признался, что не хотел раскрыть слишком много своего оригинального творчества.
Из двух его песен «Song to Woody» наиболее известная. Главный биограф жизни и творчества Дилана, Клинтон Хэйлин, писал, что на рукописи песни стоит подпись: «Написано Бобом Диланом в честь Вуди Гатри, в Баре „Mills“ на Бликер Стрит, в Нью-Йорке, 14 февраля». Мелодия песни основана на песне Гатри "1913 Massacre, ", но возможно, Гатри, как и многие фолк-музыканты, включая Дилана, позаимствовал мелодию из ещё более ранних источников. Вуди Гатри оказал наибольшее влияние на Дилана на момент выпуска его дебютного альбома, и, в некоторых песнях, Дилан имитирует манеру вокала Гатри. Например, можно провести аналогии между песней «Talkin’ New York» и композицией Гатри «Pretty Boy Floyd».

## Список композиций
| №  | Название                 | Автор(ы)                           | Длительность |
| -- | ------------------------ | ---------------------------------- | ------------ |
| 1. | «You’re No Good»         | Джесси Фуллер                      | 1:40         |
| 2. | «Talkin’ New York»       | Боб Дилан                          | 3:20         |
| 3. | «In My Time of Dyin’»    | народная песня, аранжировка Дилана | 2:40         |
| 4. | «Man of Constant Sorrow» | народная песня, аранжировка Дилана | 3:10         |
| 5. | «Fixin’ to Die»          | Букка Уайт                         | 2:22         |
| 6. | «Pretty Peggy-O»         | народная песня, аранжировка Дилана | 3:23         |
| 7. | «Highway 51 Blues»       | Кёртис Джонс                       | 2:52         |

| №  | Название                          | Автор(ы)                                                                         | Длительность |
| -- | --------------------------------- | -------------------------------------------------------------------------------- | ------------ |
| 1. | «Gospel Plow»                     | народная песня, аранжировка Дилана                                               | 1:47         |
| 2. | «Baby, Let Me Follow You Down»    | народная песня, аранжировка Reverend Gary Davis, Eric von Schmidt, Dave Van Ronk | 2:37         |
| 3. | «House of the Risin’ Sun»         | народная песня, аранжировка Дилана                                               | 5:20         |
| 4. | «Freight Train Blues»             | Elizabeth Cotten, аранжировка Дилана                                             | 2:18         |
| 5. | «Song to Woody»                   | Боб Дилан                                                                        | 2:42         |
| 6. | «See That My Grave Is Kept Clean» | Blind Lemon Jefferson                                                            | 2:43         |